# موموکو کوچی
موموکو کوچی (انگلیسی: Momoko Kōchi; ۷ مارس ۱۹۳۲ – ۵ نوامبر ۱۹۹۸) هنرپیشه اهل ژاپن بود. از فیلم‌هایی که وی در آن نقش داشته‌است می‌توان به گودزیلا و گودزیلا، پادشاه هیولاها! اشاره کرد.